# 대한크리켓협회
대한크리켓협회(Korea Cricket Association)는 대한민국의 크리켓 협회이다. 국제 크리켓 평의회 소속이며 대한민국 크리켓 국가대표팀과 대한민국 여자 크리켓 국가대표팀을 운영하고 있다.